# Seattle-i Művészeti Intézet
A Seattle-i Művészeti Intézet (The Art Institute of Seattle) egykori profitorientált felsőoktatási intézmény Seattle-ben, a The Art Institutes hálózat része. Az Education Management Corporation tulajdonában álló iskola 1946 és 2019 között működött. Pénzügyi problémák miatt 2017-ben a hálózatot eladták a pünkösdista Dream Center Educationnek.

## Története
Az Edwin Burnley által 1946-ban alapított Burnley Művészeti és Tervezési Intézet egy évvel később nyílt meg. A később Burnley Professzionális Művészetek Intézetére átnevezett iskolát 1959-ben megvásárolta Jess Cauthorn, aki 1982-ig feleségével üzemeltette, amikor eladta az Education Management Corporationnek. Az iskola 1984-ben szerzett akkreditációt; Cauthorn ebben az évben mondott le a rektori pozícióról, utódja George Pry lett.
1982-ben az intézmény a The Art Institutes hálózat tagja lett, neve ekkor Seattle-i Művészeti Intézetre változott, és új helyre költözött. 2006-ban a képzőművészeti alapképzés akkreditációt szerzett.
Az iskola 2018-ban a Dream Center Foundation tulajdonába került, akik a 13 főállású oktatóból tízet elbocsátottak. A Washington Student Achievement Council visszavonta az intézmény működési engedélyét, így új hallgatókat nem vehettek fel. Az iskola 2019. március 8-án megszűnt. A 650 hallgató a félévet sem fejezhette be; nekik a környékbeli intézmények (például a Seattle Pacific University) képzéseit ajánlották.

## Nevezetes személy
- Gina Mazany, grafikai tervezés szakon végzett harcművész[9]

## Fordítás
- Ez a szócikk részben vagy egészben  a   The Art Institute of Seattle című angol Wikipédia-szócikk ezen változatának fordításán alapul.  Az eredeti cikk szerkesztőit annak laptörténete sorolja fel. Ez a jelzés csupán a megfogalmazás eredetét és a szerzői jogokat jelzi, nem szolgál a cikkben szereplő információk forrásmegjelöléseként.